# Fahrpost

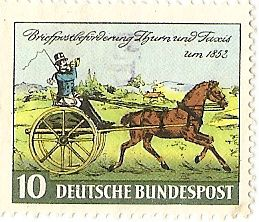
Briefbeförderung mit der Thurn-und-Taxis-Fahrpost 1852

Fahrpost ist ein postgeschichtlicher Überbegriff und bezeichnet im Gegensatz zur reitenden Post den Transport von Personen, Massensendungen oder sperrigen Gütern mithilfe von speziellen Wagen oder Postkutschen.

## Anfänge
Der Wagen trat wegen der schlechten Wegverhältnisse im Überlandverkehr erst gegen Ende des 17. Jahrhunderts gleichberechtigt neben das Reitpferd. Die Fahrpost wurde zunächst von den eigenständigen Landespostanstalten, halbstaatlichen Pächtern und privilegierten Unternehmern wie z. B. den Düsseldorfer Maurenbrecher betrieben, aber auch von der Kaiserlichen Reichspost, die von den Thurn und Taxis organisiert wurde. Die Fahrpost verkehrte regelmäßig zwischen bestimmten Orten, den „Relais“ oder „Poststationen“, an denen die Pferde gewechselt wurden, und an denen Unterkünfte für die Reisenden entstanden, die Vorläufer des Hotels.
Eine solche Art der Personen- und Postbeförderung war allerdings zeitaufwändiger als der Transport per Estafette. Die Fahrt zwischen London und Oxford dauerte beispielsweise zwei Tage, mit einer besonderen Schnellpost immer noch 13 Stunden. Daher wurde diese Art des Transportes bald nach dem Aufkommen der Eisenbahn im 19. Jahrhundert zugunsten der Bahnpost aufgegeben, während sie in Gegenden ohne Eisenbahnanschluss bis zur Einführung der Kraftpost blieb.
Im 19. Jahrhundert wurde der Begriff Fahrpost auf sämtliche Transporte mithilfe von Wagen erweitert.

## Fahrpost im 19. Jahrhundert

### Briefe
Verwaltungsmäßig waren im 19. Jahrhundert die Sammelbegriffe Briefpost- oder Fahrpostsendungen rechtlich bedeutungslose Bezeichnungen für Dienstanweisungen der altdeutschen Post, des Norddeutschen Bundes und der Reichspost. Zur Fahrpost gehörten Briefe mit Wertangabe, Postvorschusssendungen (Postnachnahmen) und Pakete (Wert-, Einschreib- und gewöhnliche Pakete). Weiterhin gehörten die Sendungsform Muster ohne Wert, die schwerer als 16 Lot waren (bei Thurn und Taxis), sowie Briefe schwerer als vier Loth zur Fahrpost.

### Personenverkehr

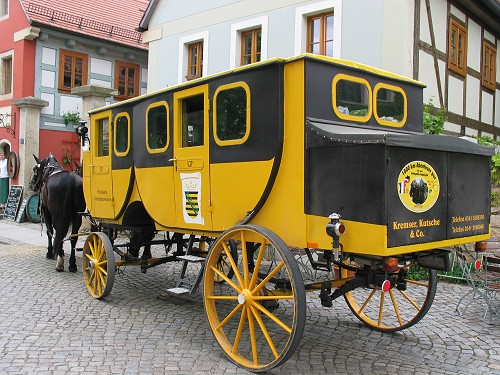
Nachbau der Sächsischen Pferdepersonenpost, Rast in Radebeul.

Auch das Reisen blieb ein Bestandteil der Fahrpost. Dazu gehörte das Reisen mit Omnibussen (Großkutschen), Postkutschen oder Diligencen. Dazu benötigte man Berechtigungsscheine, wie Eilwagen-Reisescheine und Extrapostscheine.